# Systoechus montanus
Systoechus montanus är en tvåvingeart som beskrevs av Hesse 1938. Systoechus montanus ingår i släktet Systoechus och familjen svävflugor. Inga underarter finns listade i Catalogue of Life.